# Erythrodiplax erratica
Erythrodiplax erratica är en trollsländeart som först beskrevs av Wilhelm Ferdinand Erichson 1848.  Erythrodiplax erratica ingår i släktet Erythrodiplax och familjen segeltrollsländor. Inga underarter finns listade i Catalogue of Life.